# Gudmuntorps församling
Gudmuntorps församling var en församling i Lunds stift och i Höörs kommun. Församlingen uppgick 2002 i Ringsjö församling.

## Administrativ historik
Församlingen har medeltida ursprung. 
Församlingen var till 2002 moderförsamling i pastoratet Gudmuntorp och Hurva som från 1962 även omfattade Bosjöklosters församling. Församlingen uppgick 2002 i Ringsjö församling.

## Kyrkor
- Gudmuntorps kyrka